# Кипр на зимних Олимпийских играх 2006
Кипр принимал участие в Зимних Олимпийских играх 2006 года в Турине (Италия), но не завоевал ни одной медали. 
Олимпийский комитет Кипра был впервые признан Международным олимпийским комитетом в 1978 году. С тех пор страна участвовала в каждых летних и зимних Играх с момента дебюта в 1980 году. Единственным спортсменом, посланным Кипром в Турин, был горнолыжник Теодорос Христодулу. Он был знаменосцем как на церемонии открытия , так и на церемонии закрытия Олимпиады. Христодулу принимал участие в мужском гигантском слаломе (34-е место из 41) и обычном слаломе (38 из 47).
| Спортсмен           | Дисциплина        | Результат | Результат | Результат | Результат | Результат |
| Спортсмен           | Дисциплина        | Попытка 1 | Попытка 2 | Сумма     | Итог      |           |
| ------------------- | ----------------- | --------- | --------- | --------- | --------- | --------- |
| Теодорос Христодулу | Гигантский слалом | 1:30.47   | 1:31.56   | 3:02.03   | 34        |           |
| Теодорос Христодулу | Слалом            | 1:05.58   | 1:00.97   | 2:06.55   | 38        |           |